# NGC 4219
NGC 4219 (другие обозначения — ESO 267-37, MCG -7-25-5, AM 1213-430, DCL 9, IRAS12138-4302, PGC 39315) — галактика в созвездии Центавр.
Этот объект входит в число перечисленных в оригинальной редакции «Нового общего каталога».
В галактике вспыхнула сверхновая SN 2011hp типа Ic, её пиковая видимая звездная величина составила 15,7.
В галактике вспыхнула сверхновая SN 2011am типа Ib, её пиковая видимая звездная величина составила 17,4.